# Polemonium chinense
Polemonium chinense är en blågullsväxtart som först beskrevs av August Brand, och fick sitt nu gällande namn av August Brand. Polemonium chinense ingår i släktet blågullssläktet, och familjen blågullsväxter. Utöver nominatformen finns också underarten P. c. hirticaulum.